# Whistle (песня Флоу Райды)
«Whistle» (с англ. — «Свисток») ― сингл американского рэпера Флоу Райды с его четвёртого альбома Wild Ones (2012). Он был выпущен 24 апреля 2012 года. Песня достигла пика на 1-м месте в Billboard Hot 100, став третьим хитом номер один Флоу Райды. За пределами Соединённых Штатов «Whistle» возглавил чарты в нескольких других странах, включая Австралию, Канаду, Новую Зеландию и Ирландию и достиг пика в первой десятке чартов во многих других странах, включая Данию, Нидерланды, Испанию и Великобританию.

## Критика
После выхода песни она получила разные отзывы музыкальных критиков. Автор журнала Rap-Up описал её как запоминающуюся и отметил свистящий припев, который невозможно выбросить из головы.
Кевин Резерфорд из журнала Billboard похвалил песню, написав: «В результате получилась солнечная, беззаботная мелодия, которая, несомненно, обеспечит Флоу первое место среди гимнов этого лета. Он не является выдающимся певцом, поэтому его последнему творению может не хватить поп-пикантности, но беззаботная атмосфера трека может легко очаровать любого».
После выхода «Whistle» многие музыкальные критики прокомментировали сексуально наводящие тексты песни, причем многие утверждали, что припев является тонкой отсылкой к оральному сексу. Доу и Резерфорд описали её как «наименее деликатную песню из когда-либо существовавших». Роб Маркман из MTV News отметил, что он создаёт запоминающиеся мелодии, которые привлекают массы, но Флоу также является мастером двусмысленности, маскируя некоторые довольно наводящие на размышления тексты конфетно-попсовой обёрткой. Сингл «Whistle» является прекрасным тому примером. Маркман далее отметил, что хит Фло Райды 2009 года «Right Round» также содержал тексты, наводящие на сексуальные мысли.

## Музыкальный клип
Музыкальное видео на песню было снято режиссёром Марком Класфельдом. Премьера состоялась 24 мая 2012 года в 16:00 по восточному времени. Предварительный просмотр видео состоялся 21 мая 2012 года. Он был снят в Акапулько, Мексика. Закулисное видео было выпущено на следующий день, 25 мая 2012 года. Он использует разделенный экран в разных точках. В основном на нем изображен Флоу Райда, лежащий на кровати на пляже.

## Трек-лист
- Digital download[9]

1. «Whistle» — 3:45

- CD single

1. «Whistle» — 3:48
2. «Wild Ones» (Alex Guesta remix) — 6:59

## Чарты и сертификации
| Чарт (2012)                                          | Высшая позиция |
| ---------------------------------------------------- | -------------- |
| Австралия (ARIA)                                     | 1              |
| Австрия (Ö3 Austria Top 40)                          | 2              |
| Бельгия/Фландрия (Ultratop 50)                       | 2              |
| Бельгия/Валлония (Ultratop 50)                       | 8              |
| Бразилия (Billboard Brasil Hot 100)                  | 1              |
| Бразилия (Hot Pop Songs)                             | 8              |
| Болгария (IFPI)                                      | 1              |
| Канада (Billboard Canadian Hot 100)                  | 1              |
| Чехия (Rádio — Top 100)                              | 1              |
| Дания (Tracklisten)                                  | 3              |
| Финляндия (Suomen virallinen lista)                  | 3              |
| Франция (SNEP)                                       | 2              |
| Германия (GfK)                                       | 2              |
| Гондурас (Honduras Top 50)                           | 1              |
| Венгрия (Rádiós Top 40)                              | 1              |
| Венгрия (Dance Top 40)                               | 4              |
| Ирландия (IRMA)                                      | 1              |
| Израиль (Media Forest)                               | 1              |
| Италия (FIMI)                                        | 3              |
| Япония (Billboard Japan Hot 100)                     | 27             |
| Ливан (The Official Lebanese Top 20)                 | 9              |
| Люксембург (Billboard Luxembourg Digital Song Sales) | 1              |
| Мексика (Billboard Mexican Airplay)                  | 2              |
| Нидерланды (Dutch Top 40)                            | 3              |
| Нидерланды (Single Top 100)                          | 5              |
| Новая Зеландия (Recorded Music NZ)                   | 1              |
| Норвегия (VG-lista)                                  | 1              |
| Польша (Polish Airplay Top 100)                      | 1              |
| Португалия (Billboard Portugal Digital Song Sales)   | 1              |
| Россия (2M)                                          | 6              |
| Шотландия (OCC Scotland)                             | 1              |
| Словакия (Rádio — Top 100)                           | 1              |
| Республика Корея (GAON International Singles)        | 5              |
| Испания (PROMUSICAE)                                 | 8              |
| Швеция (Sverigetopplistan)                           | 1              |
| Швейцария (Schweizer Hitparade)                      | 1              |
| Великобритания (OCC UK Singles)                      | 2              |
| Великобритания (OCC UK Hip Hop/R&B)                  | 1              |
| США (Billboard Hot 100)                              | 1              |
| США (Billboard Adult Pop Airplay)                    | 25             |
| США (Billboard Dance Club Songs)                     | 32             |
| США (Billboard Dance/Mix Show Airplay)               | 12             |
| США (Billboard Hot Latin Songs)                      | 30             |
| США (Billboard Hot Rap Songs)                        | 2              |
| США (Billboard Pop Airplay)                          | 1              |
| США (Billboard Rhythmic)                             | 1              |
| Венесуэла (Record Report Pop Rock General)           | 1              |

| Регион | Сертификация       | Продажи   |
| --- | ------------------ | --------- |
| Австралия (ARIA) | 7× Платиновый      | 490 000^  |
| Австрия (IFPI Austria) | Платиновый         | 30 000*   |
| Бельгия (BEA) | Золотой            | 15 000*   |
| Канада (Music Canada) | 5× Платиновый      | 400 000*  |
| Дания (IFPI Danmark) | Золотой            | 15 000^   |
| Франция (SNEP) | Золотой            | 75 000*   |
| Германия (BVMI) | 5× Золотой         | 750 000   |
| Италия (FIMI) | 2× Платиновый      | 60 000*   |
| Мексика (AMPROFON) | Платиновый+Золотой | 90 000*   |
| Новая Зеландия (RMNZ) | 2× Платиновый      | 30 000*   |
| Швеция (GLF) | 5× Платиновый      | 200 000   |
| Швейцария (IFPI Switzerland) | Платиновый         | 30 000^   |
| Великобритания (BPI) | 2× Платиновый      | 1 200 000 |
| США (RIAA) | 5× Платиновый      | 3,372,000 |
| Стриминг |                    |           |
| Дания (IFPI Danmark) | 4× Платиновый      | 7 200 000 |
| * Данные о продажах приведены только на основе сертификации. · ^ Данные о тиражах приведены только на основе сертификации. · Данные о продажах + прослушиваниях приведены только на основе сертификации. · Данные только о прослушиваниях приведены на основе сертификации. |                    |           |

| Чарт (2012)                           | Позиция |
| ------------------------------------- | ------- |
| Australia (ARIA)                      | 4       |
| Austria (Ö3 Austria Top 40)           | 12      |
| Belgium (Ultratop Flanders)           | 22      |
| Belgium (Ultratop Wallonia)           | 35      |
| Canada (Canadian Hot 100)             | 14      |
| France (SNEP)                         | 22      |
| Germany (Media Control AG)            | 15      |
| Hungary (Dance Top 40)                | 14      |
| Hungary (Rádiós Top 40)               | 8       |
| Israel (Media Forest)                 | 4       |
| Netherlands (Dutch Top 40)            | 20      |
| Netherlands (Single Top 100)          | 33      |
| Poland (ZPAV)                         | 35      |
| Russia Airplay (Tophit)               | 8       |
| Spain (PROMUSICAE)                    | 37      |
| Sweden (Sverigetopplistan)            | 9       |
| Switzerland (Schweizer Hitparade)     | 7       |
| Ukraine Airplay (Tophit)              | 37      |
| UK Singles (Official Charts Company)  | 15      |
| US Billboard Hot 100                  | 17      |
| US Dance/Mix Show Airplay (Billboard) | 48      |
| US Mainstream Top 40 (Billboard)      | 29      |
| US Rhythmic (Billboard)               | 20      |

| Чарт (2010—2019) | Позиция |
| ---------------- | ------- |
| Australia (ARIA) | 80      |